# 이 세 사람
이 세 사람(These Three)은 미국에서 제작된 윌리엄 와일러 감독의 1936년 드라마 영화이다. 미리암 홉킨스 등이 주연으로 출연하였고 사무엘 골드윈 등이 제작에 참여하였다. 방영명은 아이들의 시간이다.

## 출연

### 주연
- 미리암 홉킨스
- 메르 오베른

### 조연
- 조엘 맥크리어
- 캐서린 듀셋
- 엘머 크루거
- 보니타 그랜빌
- 마르시아 메이 존스
- 카멘시타 존슨
- 메리 앤 더킨
- 마가렛 해밀턴
- 월터 브레넌

## 제작진
- 원작자: 릴리언 헬만
- 의상: 오마르 키암